# Мон-Жоли
Мон-Жоли — город в окружном муниципалитете Ла-Митис в регионе Ба-Сен-Лоран в Квебеке, Канада. Является административным центром муниципального округа. Город расположен к востоку от Римуски, недалеко от южного берега реки Святого Лаврентия.

## История
В 1867 году главным условием вступления Нью-Брансуика и Новой Шотландии в Канадскую Конфедерацию было обеспечение железнодорожного сообщения с остальной частью страны. В 1868 году начались работы по сооружению Межколониальной железной дороги, и власти решили развернуть железную дорогу в Сент-Октав-де-Метис в Гаспези. Тем не менее, эта деревня, из-за её сурового ландшафта, не подходила для размещения железнодорожного вокзала и ремонтных мастерских. Поэтому инженеры соорудили вокзал в районе фермы Сент-Флави, а железнодорожная станция получила название Сент-Флави-Стейшн. В 1880 году станция Сент-Флави стала самостоятельным населённым пунктом и получила название Мон-Жоли («красивая гора») — имя, которое первые поселенцы использовали для описания этой местности.
13 июня 2001 года соседний муниципалитет Сен-Жан-Батист (не путать с другим Сен-Жан-Батистом в регионе Монтережи) объединился с Мон-Жоли.

## Демография
Согласно переписи населения Канады 2011 года:
- Население: 6 281 чел.
- % изменения (2011—2016): −5,8
- Жилища: 3 138
- Площадь (км²): 24,455
- Плотность (чел. на км²): 272,6

## Транспорт

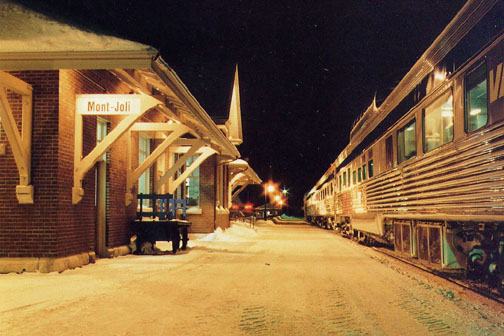
Железнодорожный вокзал

Мон-Жоли — восточный конец автострады 20, чей сегмент соединяется с городом Римуски. Шоссе 132 проходит через центр Мон-Жоли как часть петли, которая обходит вокруг полуострова Гаспе; это примерно в 3 км к юго-востоку от Сент-Флави, где шоссе 132 замыкается само с собой.
Аэропорт Мон-Жоли — единственный аэропорт с регулярным обслуживанием в регионе Низовья Святого Лаврентия. Мон-Жоли также обслуживается одноимённой железнодорожной станцией.

## Видные жители
- Жозеф-Адальберт Ландри — один из изобретателей ратрака, запатентованного в 1923 году
- Бертран Дандонно — изобретатель колготок
- Рене Дюпере — композитор для Цирка дю Солей
- Робер Пише — пилот авиакомпании в Монт-Жоли, участник инцидента рейса 236 Air Transat